# Yssac-la-Tourette
Pour les articles homonymes, voir Tourette et Tourrette.
Yssac-la-Tourette est une commune française située dans le département du Puy-de-Dôme, en région Auvergne-Rhône-Alpes.
Elle est toute proche des villes de Châtel-Guyon et de Riom et fait partie d'une manière plus large de l'aire d'attraction de Clermont-Ferrand.

## Géographie

### Localisation
Yssac-la-Tourette est située au nord de Riom et de Clermont-Ferrand. Elle est limitrophe avec cinq communes.
| Prompsat     | Gimeaux           | Davayat                |
|              | Yssac-la-Tourette |                        |
| Châtel-Guyon |                   | Saint-Bonnet-près-Riom |

### Climat
Pour des articles plus généraux, voir Climat d'Auvergne-Rhône-Alpes et Climat du Puy-de-Dôme.
En 2010, le climat de la commune est de type climat océanique dégradé des plaines du Centre et du Nord, selon une étude du Centre national de la recherche scientifique s'appuyant sur une série de données couvrant la période 1971-2000. En 2020, Météo-France publie une typologie des climats de la France métropolitaine dans laquelle la commune est exposée à un climat de montagne ou de marges de montagne et est dans la région climatique  Nord-est du Massif Central, caractérisée par une pluviométrie annuelle de 800 à 1 200 mm, bien répartie dans l’année.
Pour la période 1971-2000, la température annuelle moyenne est de 10,8 °C, avec une amplitude thermique annuelle de 16,3 °C. Le cumul annuel moyen de précipitations est de 675 mm, avec 9,1 jours de précipitations en janvier et 6,8 jours en juillet. Pour la période 1991-2020, la température moyenne annuelle observée sur la station météorologique de Météo-France la plus proche, « Sayat_sapc », sur la commune de Sayat à 12 km à vol d'oiseau, est de 11,2 °C et le cumul annuel moyen de précipitations est de 776,1 mm,. Pour l'avenir, les paramètres climatiques de la commune estimés pour 2050 selon différents scénarios d'émission de gaz à effet de serre sont consultables sur un site dédié publié par Météo-France en novembre 2022.

## Urbanisme

### Typologie
Au 1er janvier 2024, Yssac-la-Tourette est catégorisée ceinture urbaine, selon la nouvelle grille communale de densité à sept niveaux définie par l'Insee en 2022.
Elle est située hors unité urbaine. Par ailleurs la commune fait partie de l'aire d'attraction de Clermont-Ferrand, dont elle est une commune de la couronne,. Cette aire, qui regroupe 209 communes, est catégorisée dans les aires de 200 000 à moins de 700 000 habitants,.

### Occupation des sols
L'occupation des sols de la commune, telle qu'elle ressort de la base de données européenne d’occupation biophysique des sols Corine Land Cover (CLC), est marquée par l'importance des territoires agricoles (85,1 % en 2018), une proportion sensiblement équivalente à celle de 1990 (85,8 %). La répartition détaillée en 2018 est la suivante : zones agricoles hétérogènes (48,6 %), terres arables (36,4 %), zones urbanisées (14,5 %), forêts (0,5 %). L'évolution de l’occupation des sols de la commune et de ses infrastructures peut être observée sur les différentes représentations cartographiques du territoire : la carte de Cassini (XVIIIe siècle), la carte d'état-major (1820-1866) et les cartes ou photos aériennes de l'IGN pour la période actuelle (1950 à aujourd'hui).

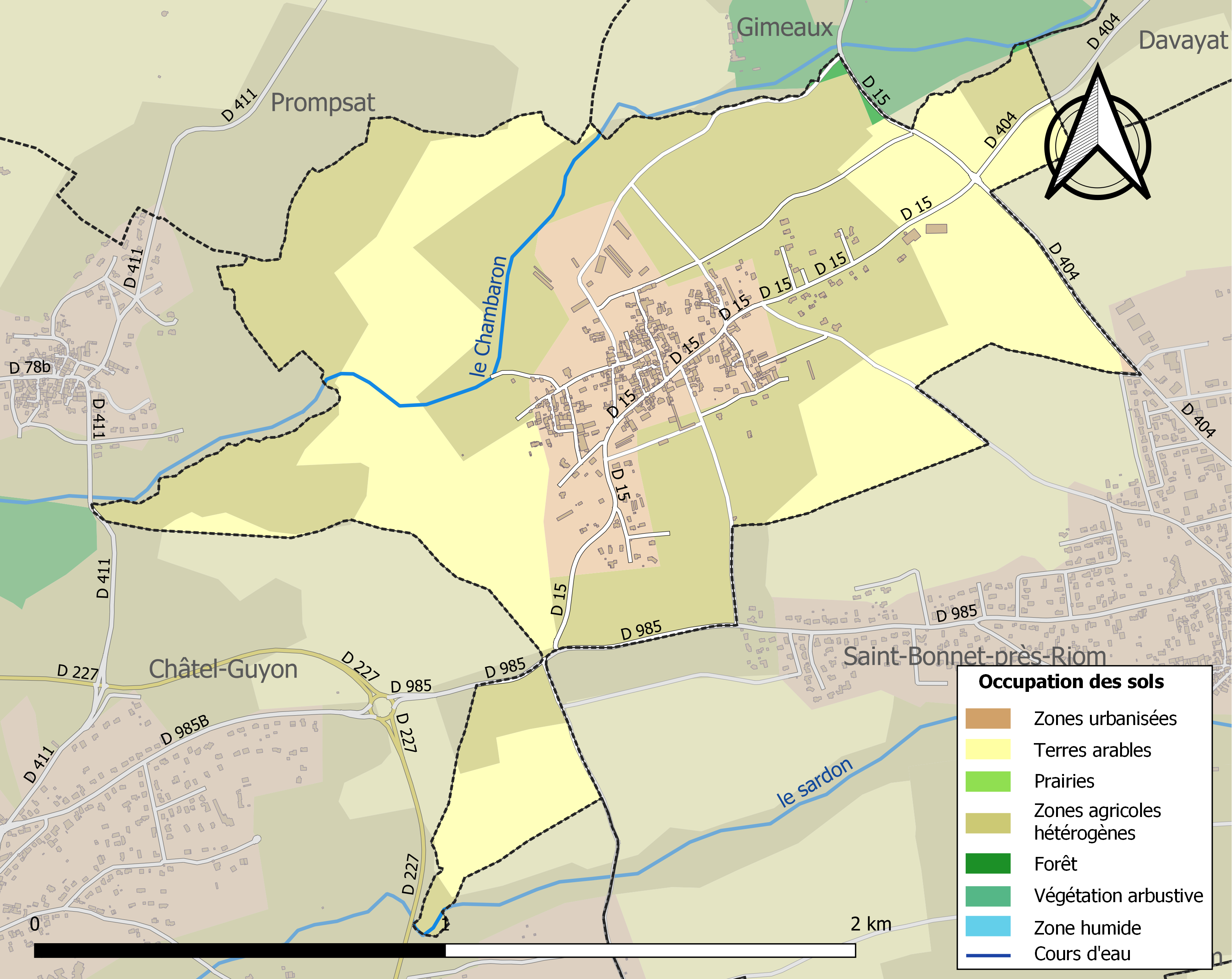
Carte des infrastructures et de l'occupation des sols de la commune en 2018 (CLC).

### Voies de communication et transports
Le territoire de la commune est traversé par la route départementale 15. Au sud, la route départementale 985 permet de rejoindre Châtel-Guyon ou Riom.
L'autoroute la plus proche, un tronc commun entre les A71 et A89, peut être empruntée à Combronde via la RD 404 ou à Riom via les RD 985 et 2144.

## Toponymie

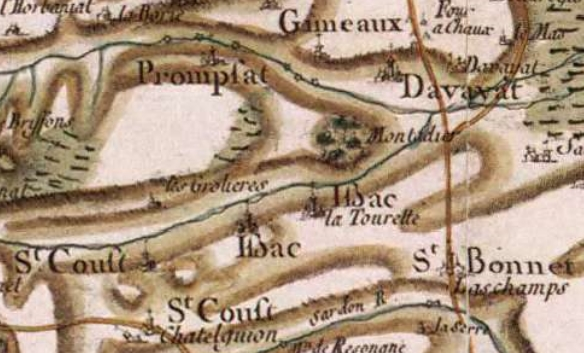
La carte de Cassini (vers 1777) figure deux localités aujourd'hui réunies : Yssac et Yssac-la-Tourette.

Le nom de la commune contient les noms de deux villages voisins aujourd'hui rassemblés : Yssac et La Tourette.
Le nom d'Yssac est ancien et vient du toponyme de langue gauloise « Isarnacon » qui signifie « le domaine d'Isarnos ». Ce dernier était un chef gaulois local dont le nom Isarn signifie « le fer » ou « le sanglant ».
La Tourette est un nom de lieu médiéval qui fait référence au donjon de la commanderie hospitalière située au cœur de ce village.

## Histoire
Yssac-la-Tourette est un village de type vigneron du pays Brayaud, dans le Puy-de-Dôme.
Réunion de deux lieux, Yssac et la Tourette, le bourg actuel a été bâti autour de sa commanderie (templière puis hospitalière) dont les vestiges actuels datent de 1599.
En 1843, son curé Guillaume Douarre et plusieurs de ses habitants, Jean Raynaud, Jean Taragnat et Blaise Marmoiton, partirent pour aller évangéliser l'Océanie en tant que Maristes. Certains d'entre eux ne rentreront pas et mourront en Nouvelle-Calédonie.
C'est en majorité la vigne qui permettra à Yssac-la-Tourette de vivre. Les superficies vont croître progressivement et profiter du phylloxera qui ravagera le midi pour trouver de nouveaux débouchés. Cela ne durera qu'un temps et rapidement le phylloxera ravagera à son tour le vignoble auvergnat et celui d'Yssac-la-Tourette.

## Politique et administration

### Découpage territorial
La commune d'Yssac-la-Tourette est membre de la communauté de communes Combrailles Sioule et Morge, un établissement public de coopération intercommunale (EPCI) à fiscalité propre créé le 1er janvier 2017 dont le siège est à Manzat. Ce dernier est par ailleurs membre d'autres groupements intercommunaux. Jusqu'en 2016, elle était membre de la communauté de communes des Côtes de Combrailles.
Sur le plan administratif, elle est rattachée à l'arrondissement de Riom, à la circonscription administrative de l'État du Puy-de-Dôme et à la région Auvergne-Rhône-Alpes. Jusqu'en mars 2015, elle faisait partie du canton de Combronde.
Sur le plan électoral, elle dépend du canton de Saint-Georges-de-Mons pour l'élection des conseillers départementaux, depuis le redécoupage cantonal de 2014 entré en vigueur en 2015, et de la deuxième circonscription du Puy-de-Dôme pour les élections législatives, depuis le dernier découpage électoral de 2010 (sixième circonscription avant 2010).

### Élections municipales et communautaires

#### Élections de 2020
Le conseil municipal d'Yssac-la-Tourette, commune de moins de 1 000 habitants, est élu au scrutin majoritaire plurinominal à deux tours avec candidatures isolées ou groupées et possibilité de panachage. Compte tenu de la population communale, le nombre de sièges à pourvoir lors des élections municipales de 2020 est de 11. La totalité des candidats en lice est élue dès le premier tour, le 15 mars 2020, avec un taux de participation de 68,65 %.

#### Chronologie des maires
| Période                                  | Période                         | Identité              | Étiquette | Qualité  |
| ---------------------------------------- | ------------------------------- | --------------------- | --------- | -------- |
| Les données manquantes sont à compléter. |                                 |                       |           |          |
| 1977                                     | 1995                            | Jacques Aubrun        |           |          |
| 1995                                     | 2001                            | Roger Gaillot         |           |          |
| mars 2001                                | mai 2020                        | Marie-Hélène Lamaison |           |          |
| mai 2020                                 | En cours (au 23 septembre 2021) | Alain Fradier         |           | Retraité |

## Population et société

### Démographie
L'évolution du nombre d'habitants est connue à travers les recensements de la population effectués dans la commune depuis 1793. Pour les communes de moins de 10 000 habitants, une enquête de recensement portant sur toute la population est réalisée tous les cinq ans, les populations de référence des années intermédiaires étant quant à elles estimées par interpolation ou extrapolation. Pour la commune, le premier recensement exhaustif entrant dans le cadre du nouveau dispositif a été réalisé en 2008.

En 2022, la commune comptait 396 habitants, en évolution de +4,21 % par rapport à 2016 (Puy-de-Dôme : +2,1 %, France hors Mayotte : +2,11 %).
| 1793 | 1800 | 1806 | 1821 | 1831 | 1836 | 1841 | 1846 | 1851 |
| ---- | ---- | ---- | ---- | ---- | ---- | ---- | ---- | ---- |
| 482  | 458  | 555  | 590  | 600  | 626  | 626  | 632  | 584  |

| 1856 | 1861 | 1866 | 1872 | 1876 | 1881 | 1886 | 1891 | 1896 |
| ---- | ---- | ---- | ---- | ---- | ---- | ---- | ---- | ---- |
| 598  | 557  | 538  | 511  | 526  | 508  | 505  | 478  | 430  |

| 1901 | 1906 | 1911 | 1921 | 1926 | 1931 | 1936 | 1946 | 1954 |
| ---- | ---- | ---- | ---- | ---- | ---- | ---- | ---- | ---- |
| 416  | 442  | 422  | 331  | 294  | 281  | 262  | 231  | 231  |

| 1962 | 1968 | 1975 | 1982 | 1990 | 1999 | 2006 | 2008 | 2013 |
| ---- | ---- | ---- | ---- | ---- | ---- | ---- | ---- | ---- |
| 264  | 278  | 263  | 249  | 287  | 318  | 346  | 356  | 361  |

| 2018 | 2022 | - | - | - | - | - | - | - |
| ---- | ---- | - | - | - | - | - | - | - |
| 388  | 396  | - | - | - | - | - | - | - |

### Enseignement
Yssac-la-Tourette dépend de l'académie de Clermont-Ferrand. Elle gère une école maternelle publique.
Les élèves poursuivent leur scolarité au collège de Châtel-Guyon puis au lycée Virlogeux ou Pierre-Joël-Bonté de Riom.

## Culture locale et patrimoine

### Lieux et monuments
- Église du XIXe siècle.

### Personnalités liées à la commune
- Guillaume Douarre (1810-1853), curé de la paroisse en 1843, premier évêque de Nouvelle-Calédonie de 1843 à 1853.